# 텐 잔: 디 얼티밋 미션
《텐 잔: 디 얼티밋 미션》(Ten Zan: The Ultimate Mission, Missione Finale)은 "테드 카플란"이라는 가명으로 활동하는 페르디난도 발디 감독의 1988년 SF 액션 영화이다. 이 영화는 프랑크 자가리노, 사프리나 시아니, 로마노 크리스토프가 주연으로 출연하였다. 2007년 사망 전까지 발디 감독의 마지막 영화이다.
이 영화는 이탈리아와 조선민주주의인민공화국 간의 국제적 공동 제작 작품이며 온로케이션으로 북한에서 촬영되었다. 오늘날까지 이 영화는 해당 국가에서 촬영된 몇 안 되는 서부에서 제작된 비다큐멘터리 장편 영화 가운데 하나이며 미국 배우가 출연한 몇 안 되는 영화 가운데 하나이기도 하다.